# Волива, Ричард
Ричард Лоуренс «Дик» Волива (англ. Richard Lawrence «Dick» Voliva; 18 октября 1912, Блумингтон, Индиана, США — 2 ноября 1999, Нортгемптоне, Массачусетс, США) — американский борец вольного стиля, серебряный призёр Олимпийских игр по борьбе.

## Биография
Начал заниматься борьбой в старшей школе. В 1928 году стал чемпионом штата, в 1929 году был вторым, в 1930 снова вернул себе звание чемпиона.
К 1936 году был двукратным чемпионом страны (1933, 1934), но однако в сборной рассматривался как запасной. Но он сумел набрать впечатляющую форму в тренировочном лагере сборной, и по результатам отборочных соревнований, был выбран для участия в Олимпийских играх, где завоевал серебряную медаль в среднем весе.
См. таблицу турнира.
Окончил Университет Индианы. После окончания университета два года служил в звании подполковника в Огайо, затем течение был тренером по борьбе, американскому футболу и лёгкой атлетике в Университете Монтклейр. Во время войны вновь поступил на службу В 1946 году переехал в Ратгерс и 32 года преподавал те же виды спорта в New Jersey School..
Умер в 1999 году.
Член Зала Славы борьбы США.